# Ingenieurgeograph
Ingenieurgeographen oder Geniegeographen waren Militärbeamte mit Offiziersrang, welche bei der Landesvermessung tätig waren.

## Preußen

### Aufgaben und Fähigkeiten
Die preußischen Ingenieurgeographen waren 1790 zunächst für kartographische Zeichenarbeiten vorgesehen. Durch den Einsatz auf den Feldzügen ab 1792 gewannen die Ingenieurgeographen auch Erfahrungen in der topographischen Aufnahme. Ab 1821 wurden Kenntnisse in Geometrie, ebener und sphärischer Trigonometrie, Algebra, logarithmischer Berechnung von geographischen Koordinaten und topographischem Aufnehmen verlangt; die geforderten Kenntnisse befähigten sie auch zur Lehrtätigkeit. Dennoch waren sie nur für das Zusammenstellen und Zeichnen der im Außendienst durch die Generalstabsoffiziere erhobenen Ergebnisse der topographischen Aufnahmen vorgesehen. Es blieb aber nicht aus, dass sie aufgrund ihrer Ausbildung und ihrer langjährigen Erfahrung mit höherwertigen Arbeiten betraut wurden, die eigentlich Aufgabe der Generalstabsoffiziere waren.

### Entwicklung der Organisation
Der Dienstzweig der Ingenieurgeographen wurde nach Ideen Friedrichs des Großen durch Kabinettsorder vom 20. Mai 1790 geschaffen und umfasste 12 Etatstellen (Dienstposten); ihr Status entsprach aufgrund der vorgesehenen begrenzten Aufgaben dem eines unteren Beamten mit der Besoldung etwa eines Portepée-Fähnrichs. Sie gehörten teils zum Generalquartiermeisterstab und teils zum Ingenieurkorps. Im Kriegsfall, z. B. im Ersten Koalitionskrieg 1792–94, trat die Hälfte von ihnen zu den Stäben der Armeekorps. - Aufgrund ihrer fehlenden militärischen Ausbildung genossen sie nur geringes Ansehen. Im Etat für 1804 waren sie daher wieder gestrichen und durch Adjoints II. Klasse (zunächst als Offiziergeographen bezeichnet) ersetzt worden, was sich aber offensichtlich nicht bewährt hat.
Zu Beginn der Freiheitskriege wurde durch Order vom 15. März 1813 wiederum die Einstellung von 12 Ingenieurgeographen für die Dauer des Krieges verfügt. Nunmehr konnten sie zu "wirklichen Offizieren" aufsteigen. Ihre Uniform war die des Ingenieurkorps, mit Portepee, jedoch ohne silberne Litzen und ohne Offizier-Achselklappen. Im Wesentlichen wurden Kondukteure (zivile Vermessungsbeamte) hierfür eingestellt. Am 24. November wurde die Zahl bereits auf 24 verdoppelt, am 15. April 1815 nach vorübergehender Verringerung auf 30 erhöht. - Der Friedensetat von 1816 sah dann nur noch 6 Stellen vor.
Bei der Einrichtung des Generalstabs (1821) wurden 5 Ingenieurgeographen dem Topographischen und 1 dem Trigonometrischen Bureau zugewiesen. Am 18. März 1841 wurden sie in den Charakter eines Premierlieutenants angehoben und in die Rangliste der Offiziere aufgenommen. 1847 erhielten sie die Uniform des Generalstabs unter Beibehaltung des schwarzen Federbuschs. - 1849 wurden sie wiederum auf den Aussterbeetat gesetzt; 1851 gab es noch 3 Etatstellen, deren Inhaber 1866 aus dem Dienst schieden.
Während des Deutsch-Dänischen Krieges 1864 wurde die Zahl der Stellen wieder erhöht, aber nunmehr mit aus dem aktiven Dienst ausgeschiedenen Feuerwerkern (Artilleriefeldwebeln) besetzt, die zum Trigonometer und Topographen ausgebildet worden waren. Dem 1865 gebildeten Bureau für Landestriangulation konnten sogleich 24 Feuerwerker und Oberfeuerwerker zur Verfügung gestellt werden, dazu einen der ehemaligen Ingenieurgeographen (Bertram), der sich über 50 Jahre hindurch große Verdienste um die trigonometrischen Messungen des Generalstabs erworben hatte und 1867 als Hauptmann a. D. ausschied.
Für den Deutschen Krieg gegen Österreich 1866 wurden den Kommandostäben 6 Feuerwerker als Feld-Ingenieurgeographen mitgegeben, im Deutsch-Französischen Krieg 1870–71 waren es 10. Hierbei wurde die Bezeichnung „Ingenieurgeograph“ in der preußischen Armee zum letzten Mal verwendet.

### Bedeutende Ingenieurgeographen
Zwischen 1790 und 1866 hat es in Preußen insgesamt 73 namentlich bekannte Ingenieurgeographen gegeben. Davon ragen heraus:
- Heinrich Berghaus
- Karl Ludwig Ferdinand Bertram
- Holtzwarth
- Ernst Heinrich Michaelis
- Daniel Gottlob Reymann
- Karl R. Wolf
- C. F. Zierholdt
- Curt Treitschke

## Andere Länder
Das berühmte französische Corps des Ingénieurs Géographes wurde 1744 gegründet. In Frankreich und auch in Österreich-Ungarn oblag den Ingenieurgeographen die gesamte Landesvermessung.

## Quelle
- Oskar Albrecht: Beiträge zum militärischen Vermessungs- und Kartenwesen in Brandenburg-Preußen. Militärgeographischer Dienst der Bundeswehr, Schriftenreihe Heft 34, 2001